# Кордон (Кунгурский район)
Кордо́н — бывший посёлок в Кунгурском районе Пермского края, на территории нынешнего Калининского сельского поселения.

## География

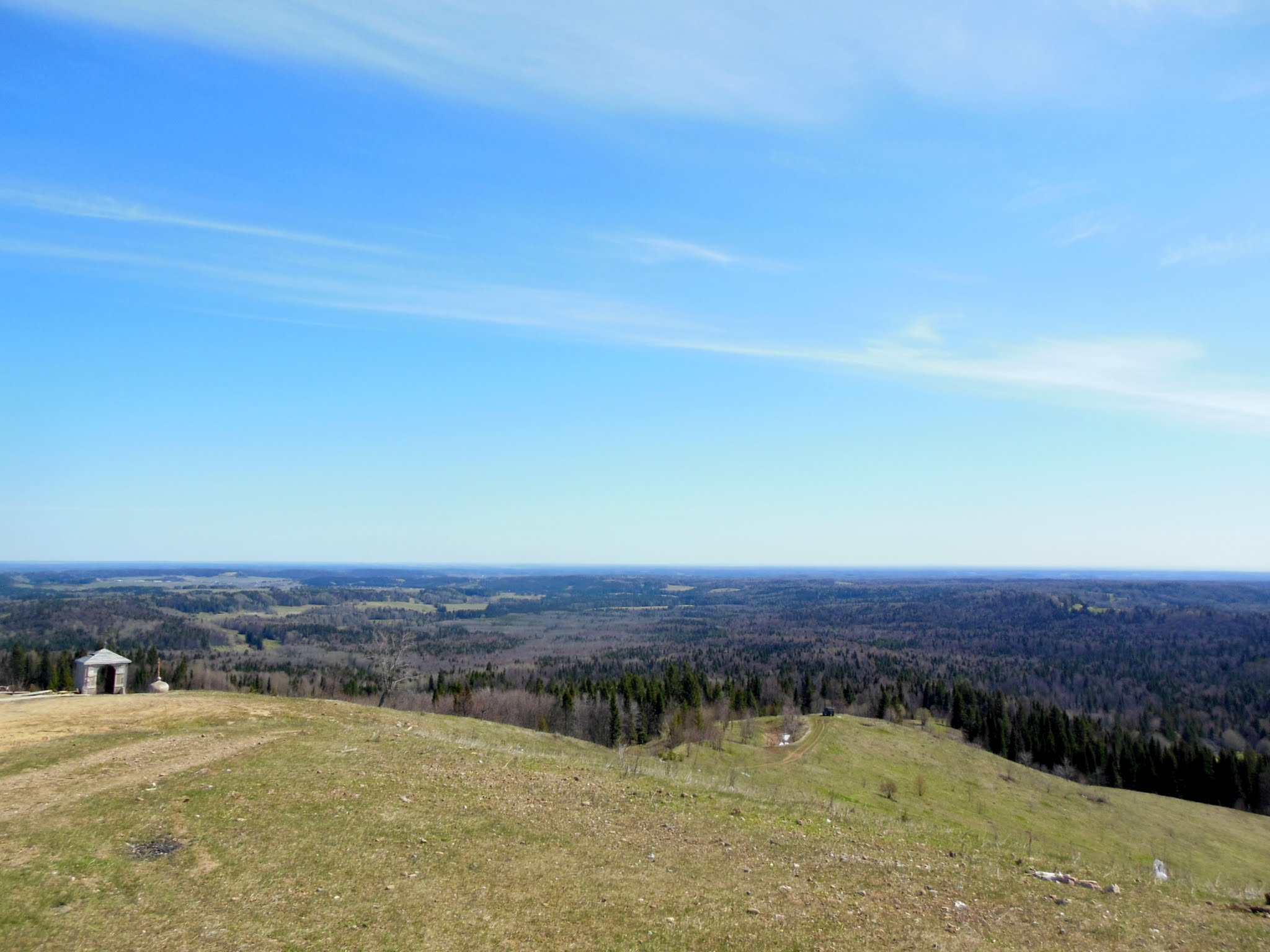
Вид от Белогорского монастыря на северо-восток. В центре видна дорога к бывшему посёлку Кордон

Посёлок располагался среди лесов (растут здесь преимущественно ель и берёза), на левом берегу реки Бым, бравшей начало к западу от него на склонах Белой горы. К северу от того места, где находился населённый пункт, отмечена вершина 328,2 м, к югу — вершина 341,3 м, которые являются восточными отрогами Белой горы, к северо-западу, в лесном массиве, имелось урочище Пономарёвское. Кордон был связан просёлочной дорогой с деревней Белая Гора, находившейся юго-западнее, на склонах одноимённой возвышенности, и селом Бым, находившимся северо-восточнее, на берегу одноимённой реки.
Через урочище, где ранее располагался посёлок Кордон, проходит северная граница государственного природного биологического заказника Пермского края «Белогорский», созданного в 2000 году — от истоков реки Правая Бырма на юго-западе вдоль просёлочной дороги до села Бым на северо-востоке (в описании границ заказника Кордон обозначен в качестве деревни).

## История
Посёлок Кордон возник и прекратил своё существование в советский период. Он был образован в период с конца 1920-х по начало 1960-х годов. По данным второй половины 1920-х годов в Бымовском сельсовете (с центром в заводском посёлке, впоследствии селе Бым) населённый пункт с таким названием отсутствовал, тогда как уже присутствовал, например, образованный в 1921 году выселок Пономарёва недалеко от реки Бым (см. выше об урочище Пономарёвском).
По сведениям на 1 января 1963 года уже числившийся среди населённых пунктов Бымовского сельсовета Кунгурского района посёлок Кордон насчитывал 74 жителя. По данным на 1 января 1968 года в посёлке проживал 41 житель. К началу 1981 года в списке населённых пунктов Бымовского сельсовета посёлок Кордон уже не значился. По состоянию на 1983 год он обозначался на картах как нежилой, по состоянию на 1988 год — уже не обозначался вовсе.

## Инфраструктура
В посёлке Кордон находилась электростанция на реке Бым. По некоторым данным, на сегодняшний день в районе бывшего посёлка находится насосная станция расположенного в деревне Белая Гора Белогорского Николаевского монастыря.